# Ministres du Directoire
Première république
Gouvernement de la Convention Commission consulaire
Ministres du Directoire du 1er novembre 1795 au 10 novembre 1799

## Composition du Gouvernement

### Nominations du1ernovembre 1795
- Ministre des Affaires étrangères : Charles-François Delacroix
- Ministre de la Justice : Philippe-Antoine Merlin de Douai
- Ministre de la Guerre : Jean-Baptiste Annibal Aubert du Bayet
- Ministre des Finances : Guillaume-Charles Faipoult
- Ministre de la Police : Philippe-Antoine Merlin de Douai
- Ministre de l'Intérieur : Pierre Bénézech
- Ministre de la Marine et des Colonies : Laurent Truguet

### Remaniement du 5 janvier 1796
- Ministre de la Justice : Jean-Joseph-Victor Genissieu

### Remaniement du 8 février 1796
- Ministre de la Guerre : Claude-Louis Petiet

### Remaniement du 14 février 1796
- Ministre des Finances : Dominique-Vincent Ramel-Nogaret

### Remaniement du 4 avril 1796
- Ministre de la Justice : Philippe-Antoine Merlin de Douai
- Ministre de la Police : Charles Cochon de Lapparent

### Remaniement du 15 juillet 1797
- Ministre des Affaires étrangères : Charles-Maurice de Talleyrand-Périgord
- Ministre de la Marine et des Colonies : Georges-René Pléville Le Pelley
- Ministre de l'Intérieur : Nicolas François de Neufchâteau
- Ministre de la Guerre : Lazare Hoche
- Ministre de la Police : Jean-Jacques Lenoir-Laroche

### Remaniement du 22 juillet 1797
- Ministre de la Guerre : Barthélemy Louis Joseph Schérer

### Remaniement du 25 juillet 1797
- Ministre de la Police : Jean-Marie Sotin de La Coindière

### Remaniement du 13 septembre 1797
- Ministre de l'Intérieur : François Sébastien Letourneux

### Remaniement du 24 septembre 1797
- Ministre de la Justice : Charles Joseph Mathieu Lambrechts

### Remaniement du 13 février 1798
- Ministre de la Police : Nicolas Dondeau

### Remaniement du 27 avril 1798
- Ministre de la Marine et des Colonies : Étienne Eustache Bruix

### Remaniement du 16 mai 1798
- Ministre de la Police : Marie Jean François Philibert Lecarlier d'Ardon

### Remaniement du 17 juin 1798
- Ministre de l'Intérieur : Nicolas François de Neufchâteau

### Remaniement du 29 octobre 1798
- Ministre de la Police : Jean-Pierre Duval

### Remaniement du 21 février 1799
- Ministre de la Guerre : Louis Marie de Milet de Mureau

### Remaniement du 4 mars 1799
- Ministre de la Marine et des Colonies par intérim : Charles Joseph Mathieu Lambrechts

### Remaniement du 7 mars 1799
- Ministre de la Marine et des Colonies par intérim : Charles-Maurice de Talleyrand-Périgord

### Remaniement du 22 juin 1799
- Ministre de l'Intérieur : Nicolas-Marie Quinette

### Remaniement du 23 juin 1799
- Ministre de la Police : Claude Sébastien Bourguignon

### Remaniement du 2 juillet 1799
- Ministre de la Marine et des Colonies : Marc Antoine Bourdon de Vatry
- Ministre de la Guerre : Jean-Baptiste Bernadotte

### Remaniement du 20 juillet 1799
- Ministre des Affaires étrangères : Charles-Frédéric Reinhard
- Ministre de la Justice : Jean-Jacques-Régis de Cambacérès
- Ministre des Finances : Robert Lindet
- Ministre de la Police : Joseph Fouché

### Remaniement du 14 septembre 1799
- Ministre de la Guerre : Edmond Louis Alexis Dubois-Crancé